# Muscolo cricotiroideo
Il muscolo cricotiroideo o muscolo tensore delle corde vocali è un muscolo pari, fonatore e intrinseco della laringe.

## Posizione e forma
Il muscolo è situato nella parte inferiore della faccia anterolaterale della laringe. Ha forma di triangolo il cui apice origina all'arco cricoideo e si divide in un fascio mediale verticale (parte retta) e un fascio laterale obliquo (parte obliqua) che si fissano al margine inferiore della cartilagine tiroide.

## Vascolarizzazione ed innervazione
Il muscolo è irrorato dagli stessi vasi che vascolarizzano la laringe: arteria laringea superiore, arteria larginea inferiore e arteria cricoidea (rami delle arterie tiroidee superiore ed inferiore).
Il muscolo cricotiroideo, a differenza degli altri muscoli laringei, è innervato dai rami motori del nervo laringeo superiore, ramo del nervo vago.

## Azione
A seconda di dove prenda punto fisso svolge due azioni:
- sulla cartilagine tiroide: solleva l'anello cricoideo e spinge indietro la lamina cricoidea e le cartilagini artienoidi;
- sulla cartilagine cricoide: spinge in avanti e in basso la cartilagine tiroidea.

Svolge in entrambi i casi l'azione di tendere e allungare i legamenti vocali avvicinando i labbri vocali fra loro.